# Rokyty
Rokyty (ukrainisch Рокити; russisch Рокиты Rokity) ist ein Dorf in der ukrainischen Oblast Poltawa mit etwa 400 Einwohnern (2001).
Das Dorf existiert seit dem 18. Jahrhundert, 1922 wurde es in Schowtnewe (ukrainisch Жовтневе; russisch Жовтневое Schowtnewoje) umbenannt, im Zuge der Dekommunisierung in der Ukraine wurde der Ort am 19. Mai 2016 wieder auf seinen alten Namen Rokyty zurückbenannt.
Der Ort liegt 22 km nordwestlich vom ehemaligen Rajonzentrum Semeniwka und etwa 140 km westlich vom Oblastzentrum Poltawa.
Am 12. Juni 2020 wurde das Dorf ein Teil der Siedlungsgemeinde Semeniwka, bis dahin bildete es zusammen mit den Dörfern Nowa Petriwka (Нова Петрівка), Kalyniwka (Калинівка) und Ossokory (Осокори) die gleichnamige Landratsgemeinde Rokyty (Рокитівська сільська рада/Rokytiwska silska rada) im Nordwesten des Rajons Semeniwka.
Am 17. Juli 2020 kam es im Zuge einer großen Rajonsreform zum Anschluss des Rajonsgebietes an den Rajon Krementschuk.